# Плавання на Чемпіонаті світу з водних видів спорту 2017 — естафета 4x100 метрів комплексом (жінки)
Змагання з плавання в естафеті 4x100 метрів комплексом серед жінок на Чемпіонаті світу з водних видів спорту 2017 відбулись 30 липня 2017.

## Рекорди
Станом на 30 липня 2017 світовий рекорд і рекорд чемпіонатів світу були такими:
| Світовий рекорд          | США | 3:52.05 | Лондон, Велика Британія | 4 серпня 2012 |
| Рекорд чемпіонатів світу | КНР | 3:52.19 | Рим, Італія             | 1 серпня 2009 |

## Результати

### Попередні запливи
Початок запливів о 10:21.
| Місце | Заплив | Доріжка | Країна          | Плавці | Час     | Примітки |
| ----- | ------ | ------- | --------------- | --- | ------- | -------- |
| 1     | 2      | 4       | США             | Олівія Смоліга (59.52) Кеті Мейлі (1:05.17) Сара Гібсон (58.36) Меллорі Комерфорд (52.90)                        | 3:55.95 | Q        |
| 2     | 2      | 5       | Китай           | Фу Юаньхуей (1:00.04) Ши Цзінлінь (1:06.55) Чжан Юйфей (57.50) Чжу Менхуей (53.03)                               | 3:57.12 | Q        |
| 3     | 1      | 5       | Канада          | Кайлі Масс (58.86) К'єра Сміт (1:07.20) Ребекка Сміт (57.75) Сандрін Менвіль (53.36)                             | 3:57.17 | Q        |
| 4     | 2      | 3       | Росія           | Анастасія Фесикова (59.61) Наталія Іванеєва (1:06.89) Світлана Чімрова (57.62) Вероніка Попова (53.41)           | 3:57.53 | Q        |
| 5     | 1      | 4       | Австралія       | Голлі Барратт (59.68) Джессіка Гансен (1:07.10) Бріанна Тросселл (58.52) Шейна Джек (53.44)                      | 3:58.74 | Q        |
| 6     | 2      | 6       | Італія          | Маргеріта Панцієра (1:01.04) Аріанна Кастіньліоні (1:06.99) Іларія Біанкі (57.56) Федеріка Пеллегріні (54.44)    | 4:00.03 | Q        |
| 7     | 2      | 8       | Швеція          | Іда Ліндборг (1:01.24) Софі Ханссон (1:08.62) Луїза Ханссон (58.29) Мішель Колеман (53.29)                       | 4:01.44 | Q        |
| 8     | 1      | 3       | Велика Британія | Джорджія Девіс (1:00.23) Сара Вейсі (1:07.96) Еліс Томас (59.84) Фрея Андерсон (53.75)                           | 4:01.78 | Q        |
| 9     | 2      | 2       | Чехія           | Сімона Баумртова (1:00.13) Мартіна Моравчікова (1:07.76) Лусі Свецена (59.18) Анна Коларжова (55.16)             | 4:02.23 |          |
| 10    | 1      | 2       | Угорщина        | Каталін Буріан (1:00.62) Анна Станкович (1:08.75) Ліліана Шілагі (58.32) Флора Мольнар (55.39)                   | 4:03.08 |          |
| 11    | 1      | 8       | Фінляндія       | Мімоза Джаллоу (1:01.43) Єнна Лаукканен (1:07.06) Kaisla Kollanus (1:02.43) Лотта Невалайнен (55.46)             | 4:06.38 |          |
| 12    | 2      | 1       | Нова Зеландія   | Bobbi Gichard (1:01.63) Наташа Ллойд (1:09.35) Гелена Гассон (1:00.31) Габріелле Фа'амаусілі (55.80)             | 4:07.09 |          |
| 13    | 1      | 6       | Гонконг         | Клаудія Лау (1:02.56) Шівон Хогі (1:07.62) Чань Кінь Лок (1:00.22) Си Хан'юй (57.00)                             | 4:07.40 |          |
| 14    | 1      | 7       | Ізраїль         | Андреа Мурез (1:02.45) Аміт Іврі (1:11.27) Керен Зібнер (59.65) Зохар Шіклер (56.98)                             | 4:10.35 |          |
| 15    | 1      | 1       | Словаччина      | Karolina Hájková (1:03.57) Андреа Подманікова (1:10.86) Барбора Мішендова (1:01.62) Катаріна Лістопадова (55.98) | 4:12.03 |          |
| 16    | 2      | 0       | Мексика         | Фернанда Гонсалес (1:02.25) Естер Гонсалес (1:10.86) Марія Хосе Мата (1:02.41) Ліліана Ібаньєс (56.52)           | 4:12.04 |          |
| 17    | 2      | 7       | ПАР             | Саманта Рендл (1:05.85) Кейлін Корбетт (1:10.65) Ерін Галлагер (1:01.58) Emma Chellius (57.39)                   | 4:15.47 |          |

### Фінал
| Місце | Доріжка | Країна          | Плавці | Час     | Примітки |
| ----- | ------- | --------------- | --- | ------- | -------- |
| 1     | 4       | США             | Кетлін Бейкер (58.54) Ліллі Кінг (1:04.48) Келсі Воррелл (56.30) Сімоне Мануель (52.23)                       | 3:51.55 | WR       |
| 2     | 6       | Росія           | Анастасія Фесикова (58.96) Юлія Єфімова (1:04.03) Світлана Чімрова (56.99) Вероніка Попова (53.40)            | 3:53.38 | ER       |
| 3     | 2       | Австралія       | Емілі Сібом (58.53) Тейлор Маккіоун (1:06.29) Емма Маккеон (56.78) Бронте Кемпбелл (52.69)                    | 3:54.29 |          |
| 4     | 3       | Канада          | Кайлі Масс (58.31) К'єра Сміт (1:06.57) Пенні Олексяк (56.90) Шанталь ван Ландегем (53.08)                    | 3:54.86 |          |
| 5     | 1       | Швеція          | Іда Ліндборг (1:01.56) Дженні Юханссон (1:05.76) Сара Шестрем (55.03) Мішель Колеман (52.93)                  | 3:55.28 |          |
| 6     | 5       | Китай           | Фу Юаньхуей (1:00.52) Ши Цзінлінь (1:06.16) Чжан Юйфей (57.39) Чжу Менхуей (53.62)                            | 3:57.69 |          |
| 7     | 8       | Велика Британія | Кетлін Доусон (1:00.24) Сара Вейсі (1:07.06) Шарлотт Аткінсон (58.29) Фрея Андерсон (53.92)                   | 3:59.51 |          |
| 8     | 7       | Італія          | Маргеріта Панцієра (1:01.12) Аріанна Кастіньліоні (1:06.55) Іларія Біанкі (57.64) Федеріка Пеллегріні (54.67) | 3:59.98 |          |